# Nicole Markwald
Nicole Markwald (* Juni 1974 in Kyritz) ist eine deutsche Journalistin und Hörfunkkorrespondentin in Austin (Texas).

## Leben
Nicole Markwald  wuchs in einem Dorf in der Ost-Prignitz auf. Nach dem Abitur in Neuruppin studierte sie Publizistik und Nordamerikastudien an der Freien Universität Berlin und war Teilnehmerin der 14. Lehrredaktion der Berliner Journalisten-Schule.
1992 war Nicole Markwald Au-Pair in Newnan, Georgia. 1996 war sie DAAD-Austauschstudentin an der Northwestern University in Evanston, Illinois. 2006 war Markwald Stipendiatin des Arthur F.Burns-Fellowships in Austin, Texas.
Erste Radioerfahrungen sammelte Nicole Markwald beim Unisender WNUR in Evanston (USA) und später beim NPR-Ableger WBEZ in Chicago.
Ab 2000 war sie als Redakteurin, Reporterin und Moderatorin beim Jugendsender des RBB, Radio Fritz in Potsdam im Einsatz.
Ab dem 8. Januar 2003 moderierte sie neun Folgen des Wissensmagazins Staun TV im KI.KA.
Ab Anfang 2007 arbeitete sie auch als Reporterin bei Radio Berlin, RBB und Moderatorin beim englischen Nachrichtenprogramm der Deutschen Welle in Bonn.
Ab September 2009 war Nicole Markwald Junior-Korrespondentin im Gemeinschaftsbüro von HR/RB/SR/RBB in Washington. 2011 wechselte sie als Moderatorin und Reporterin zu hr-iNFO nach Frankfurt. Markwald war von April 2013 bis 2019 Leiterin des ARD-Hörfunkstudios in Los Angeles, sie wurde von Katharina Wilhelm abgelöst.